# Gueto (canção)
"Gueto" é uma canção da cantora e compositora brasileira Iza. "Gueto" é uma música de afrobeat e dancehall com influência do trap. A canção ficou por 8 semanas em primeiro lugar nas rádios pop do país. Estava prevista para ser o carro-chefe do seu segundo álbum de estúdio, mas o projeto foi descartado após o divorcio da cantora com o produtor Sérgio Santos.

## Videoclipe
Dirigido por Felipe Sassi, o vídeo foi roteirizado pela própria Iza, que afirmou ter se inspirado no documentário Black Is King, da americana Beyoncé, para mostrar o resgate de suas próprias raízes de vida e a cultura negra do subúrbio carioca. O vídeo foi gravado na Olaria, bairro da Zona Norte do Rio de Janeiro, onde a cantora nasceu, e apresenta alguns pontos importantes de sua vida, como a rua onde cresceu e sua própria mãe. Alguns visuais utilizados por Iza o clipe são inspirados em cantoras negras que são sua referência musical: Lauryn Hill nos anos 90 com o bantu knots (mini coques); Mel B nas Spice Girls com o blazer de oncinha e black power; e Whitney Houston cantando "I Have Nothing" no filme O Guarda-Costas com a peruca de pedrarias.
A cena em que a artista assina contratos no corredor foi inspirada no filme O Quinto Elemento e a bandeira do Brasil sendo repintada é uma simbologia a esperança de reconstrução do país.

## Promoção
Iza apresentou "Gueto" pela primeira na live de lançamento da música, em parceria com a Devassa, a segunda apresentação ocorreu no programa Altas Horas, sendo essa a primeira televisionada. A cantora também cantou a canção no TVZ, no Encontro com Fátima Bernardes, Prêmio Rádio Globo Quem e no Domingão.

## Recepção da crítica
Pedro Antunes do Splash, elogiou a faixa dizendo que ela "reverte realidades de plástico da música pop", ainda aplaudiu o fato da cantora fazer referências ao subúrbio mas não glamorizar a pobreza, e finalizando: "Quando um Brasil tão racista e machista costumeiramente empurra meninas negras para baixo, IZA surge como um baluarte de resistência".
"Gueto" foi eleita como a 6° melhor canção entre as músicas de "reggaeton e trap" do ano pela revista estadunidense Remezcla, sendo ela a única brasileira na lista: "Olhando para o panorama geral, o single da rainha dos 20 e poucos anos faz a ponte entre a música brasileira e a onda contemporânea do Afropop sobreposta ao baile funk, à percussão pesada e às armadilhas rolantes - uma estrada ainda a ser explorada por muitos outros artistas latino-americanos".

## Desempenho nas tabelas musicais
| Tabela musical (2021)                | Melhor posição |
| ------------------------------------ | -------------- |
| (Crowley Charts Top 100)             | 30             |
| (Crowley Charts Top 10 Pop Nacional) | 1              |